# Zülow
Zülow ist eine Gemeinde im Landkreis Ludwigslust-Parchim in Mecklenburg-Vorpommern (Deutschland). Sie wird vom Amt Stralendorf mit Sitz in der Gemeinde Stralendorf verwaltet.

## Geografie und Verkehrsanbindung
Zülow liegt etwa zehn Kilometer südwestlich von Schwerin am Grambower Moor. Die Sude fließt entlang der südwestlichen Gemeindegrenze, der das Grambower Moor entwässernde Ottergraben führt durch den Ort und mündet im westlichen Gemeindegebiet in die Zare. Sieben Kilometer östlich des Ortes verläuft die Bundesstraße 321. Die Anschlussstelle Hagenow zur Bundesautobahn 24 befindet sich in 13 Kilometern Entfernung.
Umgeben wird Zülow von den Nachbargemeinden Grambow im Norden, Stralendorf im Osten sowie Dümmer im Süden und Westen.

## Geschichte
Zwischen Zülow und Stralendorf befinden sich Hünengräber.
Zülow ist ein altes Gutsdorf. Dies verrät nicht zuletzt die Anordnung der Straßen und Gebäude um den Gutshof und den angerähnlichen Dorfplatz. Es ist der Stammsitz des Adelsgeschlechts von Zülow (und nicht zu verwechseln mit dem Herrenhaus Zülow in Sternberg). Die Zülower Kirche hat noch Wappenfenster der Familie von Zülow. Das heutige Herrenhaus ist ein um 1845 im spätklassizistischen Stil für die Grafen von Schack errichteter Klinkerbau.

## Politik
Die 2004 gewählte Gemeindevertretung besteht aus 5 parteilosen Einzelbewerbern.

### Dienstsiegel
Die Gemeinde verfügt über kein amtlich genehmigtes Hoheitszeichen, weder Wappen noch Flagge. Als Dienstsiegel wird das kleine Landessiegel mit dem Wappenbild des Landesteils Mecklenburg geführt. Es zeigt einen hersehenden Stierkopf mit abgerissenem Halsfell und Krone und der Umschrift „GEMEINDE ZÜLOW • LANDKREIS LUDWIGSLUST-PARCHIM“.

## Sehenswürdigkeiten
- Gutshaus mit Park

→ Siehe auch Liste der Baudenkmale in Zülow

## Persönlichkeiten
- Vollrath Joachim Helmuth von Bülow (1771–1840), mecklenburgischer Kammerherr, Oberstallmeister und Leiter des Landgestüts Redefin